# Jakub Kornfeil
Jakub Kornfeil (Kyjov, República Checa; 8 de abril de 1993) es un piloto checo de motociclismo que compite en el Campeonato del Mundo de Motociclismo en la Copa Mundial de MotoE con el equipo WithU Motorsport MotoE Team.

## Biografía
Nació en Kyjov, Kornfeil comenzó a competir en supermoto desde los ocho años de edad, ganando el campeonato de 65cc en 2002. Compitió también en los campeonatos nacional y europeo de minibikes, así como en el Campeonato checo 125GP en 2007, después Kornfeil se trasladó a la Red Bull MotoGP Rookie Cup en 2008. Kornfeil terminó ocho de las diez carreras de la temporada entre los diez primeros lugares, terminando noveno en la general, empatando en puntos con Daniel Ruiz. Su segunda temporada en el campeonato fue más exitosa, terminando entre los primeros ocho en cada carrera, con tres victorias en las últimas cuatro carreras que le permitieron superar a Sturla Fagerhaug por solo dos puntos. También terminó cuarto en el campeonato italiano 125GP.

### 125cc
Después de asegurarse la Red Bull Rookies Cup, Kornfeil llegó al Campeonato del Mundo, haciendo cinco apariciones en la clase hacia el final de la temporada con el equipo Loncin, reemplazando a Alexis Masbou. Kornfeil terminó cuatro de las carreras con un 19.º como mejor resultado en el Gran Premio de Malasia.

### Moto3
En 2015, pasó al equipo Drive M7 SIC, continuó conduciendo una KTM RC250GP; su compañero de equipo fue el malayo Zulfahmi Khairuddin. En la temporada consiguió dos podios, obtuvo un segundo lugar sobre mojado en el Gran Premio de Gran Bretaña y un tercer lugar en Valencia. Terminó su primera temporada en el equipo en el duodécimo lugar con 89 puntos.
En 2016, permaneció en el Drive M7 SIC, pero esta vez conduciendo una Honda NSF250R; su compañero de equipo fue otro malayo: Adam Norrodin. Consiguió su primer y único podio de la temporada en el gran premio de casa del equipo en Malasia al terminar segundo detrás de Francesco Bagnaia. Terminó la temporada en octavo lugar con 112 puntos.
En 2017, Kornfeil cambió de equipo, pasó al equipo Peugeot MC Saxoprint, conduciendo una Peugeot MGP3O, su compañero de equipo fue el finlandés Patrik Pulkkinen. Su mejor resultado en la temporada fue un séptimo lugar en el Gran Premio de San Marino. Terminó la temporada en el vigesimosegundo puesto con 26 puntos.
En 2018, pasó al equipo Redox PrüstelGP, utilizando una KTM RC250GP; su compañero de equipo fue el italiano Marco Bezzecchi. En su gran premio de casa en la República Checa, consiguió su primera pole position en el Campeonato Mundial de Moto3, y en la carrera terminó en el tercer puesto, obteniendo su primer y único podio de la temporada. Terminó su primera temporada con el equipo en el octavo lugar con 116 puntos.
En 2019, permaneció en el Redox PrüstelGP, su nuevo compañero de equipo fue su compatriota Filip Salač. En la temporada consiguió un solo podio, en el Gran Premio de lo Países Bajos donde terminó tercero detrás de Lorenzo Dalla Porta y Tony Arbolino. Terminó su segunda temporada en el equipo en la decimocuarta posición con 78 puntos.

### MotoE
En 2020, Kornfeil se había comprometido con el BOE Skull Rider para correr la Temporada 2020 del Campeonato del Mundo de Moto3 pero debido a dificultades económicas tuvo que renunciar a esa plaza. Kornfeil al quedarse sin equipo tomó la decisión de terminar su carrera como piloto profesional. El 29 de junio, el WithU Motorsport MotoE Team anunció la contratación de Kornfeil como único piloto del equipo para disputar la Temporada 2020 de la Copa Mundial de MotoE en reemplazó del británico Bradley Smith.

## Resultados

### Red Bull MotoGP Rookies Cup
| Año  | 1       | 2       | 3      | 4     | 5     | 6     | 7       | 8       | 9        | 10      | Pos. | Pts. |
| ---- | ------- | ------- | ------ | ----- | ----- | ----- | ------- | ------- | -------- | ------- | ---- | ---- |
| 2008 | ESP 1 8 | ESP 2 9 | POR 19 | FRA 9 | ITA 6 | GBR 7 | NED 10  | GER Ret | CZE 1 10 | CZE 2 6 | 9.º  | 63   |
| 2009 | JER 1 8 | JER 2 6 | MUG 2  | ASS 5 | SAC 1 | DON 1 | BRN 1 8 | BRN 2 1 |          |         | 1.º  | 132  |

### Campeonato del mundo de motociclismo

#### Por temporada
| Año   | Cat.  | Moto      | Equipo                      | Carreras | Victorias | Podios | Poles | V.Ráp. | Pts. | Pos. |
| ----- | ----- | --------- | --------------------------- | -------- | --------- | ------ | ----- | ------ | ---- | ---- |
| 2009  | 125cc | Loncin    | Loncin Racing               | 5        | 0         | 0      | 0     | 0      | 0    | NC   |
| 2010  | 125cc | Aprilia   | Racing Team Germany         | 17       | 0         | 0      | 0     | 0      | 28   | 17.º |
| 2011  | 125cc | Aprilia   | Ongetta-Centro Seta         | 17       | 0         | 0      | 0     | 0      | 72   | 12.º |
| 2012  | Moto3 | FTR Honda | Redox-Ongetta-Centro Seta   | 17       | 0         | 0      | 0     | 1      | 71   | 15.º |
| 2013  | Moto3 | Kalex KTM | Redox-RW Racing GP          | 17       | 0         | 0      | 0     | 0      | 68   | 11.º |
| 2014  | Moto3 | KTM       | Calvo Team                  | 18       | 0         | 0      | 0     | 1      | 97   | 12.º |
| 2015  | Moto3 | KTM       | Drive M7 SIC                | 18       | 0         | 2      | 0     | 0      | 89   | 12.º |
| 2016  | Moto3 | Honda     | Drive M7 SIC Racing Team    | 18       | 0         | 1      | 0     | 0      | 112  | 8.º  |
| 2017  | Moto3 | Peugeot   | Peugeot MC Saxoprint        | 18       | 0         | 0      | 0     | 0      | 26   | 22.º |
| 2018  | Moto3 | KTM       | Redox PrüstelGP             | 18       | 0         | 1      | 1     | 0      | 116  | 8.º  |
| 2019  | Moto3 | KTM       | Redox PrüstelGP             | 19       | 0         | 1      | 0     | 0      | 78   | 14.º |
| 2020  | MotoE | Energica  | WithU Motorsport MotoE Team | 7        | 0         | 0      | 0     | 0      | 15   | 18.º |
| Total |       |           |                             | 189      | 0         | 5      | 1     | 2      | 772  |      |

#### Por categoría
| Categoría | Temporadas | 1.er Gran Premio | 1.er Podio        | 1.ª Victoria | Carreras | Victorias | Podios | Poles | V.Ráp. | Pts. | CM |
| --------- | ---------- | ---------------- | ----------------- | ------------ | -------- | --------- | ------ | ----- | ------ | ---- | -- |
| 125cc     | 2009–2011  | San Marino 2009  |                   |              | 39       | 0         | 0      | 0     | 0      | 100  | 0  |
| Moto3     | 2012–2019  | Catar 2012       | Gran Bretaña 2015 |              | 143      | 0         | 5      | 1     | 2      | 657  | 0  |
| MotoE     | 2020       | España 2020      |                   |              | 7        | 0         | 0      | 0     | 0      | 15   | 0  |
| Total     | 2009–2019  |                  |                   |              | 189      | 0         | 5      | 1     | 2      | 772  | 0  |

#### Carreras por año
Sistema de puntuación desde 1993:
Sistema de puntuación de 1993 hasta 2022:
| Posición | 1.º | 2.º | 3.º | 4.º | 5.º | 6.º | 7.º | 8.º | 9.º | 10.º | 11.º | 12.º | 13.º | 14.º | 15.º |
| Puntos   | 25  | 20  | 16  | 13  | 11  | 10  | 9   | 8   | 7   | 6    | 5    | 4    | 3    | 2    | 1    |

(Carreras en negrita indica pole position, carreras en cursiva indica vuelta rápida)
| Año  | Cat.  | Moto      | 1      | 2       | 3       | 4       | 5       | 6       | 7       | 8      | 9      | 10     | 11     | 12     | 13      | 14      | 15      | 16      | 17     | 18     | 19     | Pos. | Pts. |
| ---- | ----- | --------- | ------ | ------- | ------- | ------- | ------- | ------- | ------- | ------ | ------ | ------ | ------ | ------ | ------- | ------- | ------- | ------- | ------ | ------ | ------ | ---- | ---- |
| 2009 | 125cc | Loncin    | QAT    | JPN     | SPA     | FRA     | ITA     | CAT     | NED     | GER    | GBR    | CZE    | IND    | RSM 28 | POR 25  | AUS 23  | MAL 19  | VAL Ret |        |        |        | NC   | 0    |
| 2010 | 125cc | Aprilia   | QAT 19 | SPA 14  | FRA 19  | ITA 17  | GBR 20  | NED 15  | CAT 16  | GER 17 | CZE 5  | IND 14 | RSM 16 | ARA 14 | JPN Ret | MAL 14  | AUS 14  | POR 11  | VAL 15 |        |        | 17.º | 28   |
| 2011 | 125cc | Aprilia   | QAT 23 | SPA 7   | POR 13  | FRA 21  | CAT 10  | GBR 9   | NED 16  | ITA 10 | GER 13 | CZE 7  | IND 10 | RSM 12 | ARA 13  | JPN 11  | AUS 13  | MAL 8   | VAL 24 |        |        | 12.º | 72   |
| 2012 | Moto3 | FTR Honda | QAT 15 | SPA Ret | POR 10  | FRA Ret | CAT 11  | GBR 11  | NED 13  | GER 10 | ITA 8  | IND 8  | CZE 6  | RSM 15 | ARA 11  | JPN 15  | MAL 16  | AUS 13  | VAL 7  |        |        | 15.º | 71   |
| 2013 | Moto3 | Kalex KTM | QAT 22 | AME 10  | SPA 5   | FRA 6   | ITA Ret | CAT Ret | NED 16  | GER 11 | IND 10 | CZE 8  | GBR 9  | RSM 13 | ARA Ret | MAL 13  | AUS 12  | JPN 11  | VAL 16 |        |        | 11.º | 68   |
| 2014 | Moto3 | KTM       | QAT 6  | AME 5   | ARG 20  | SPA 6   | FRA 10  | ITA Ret | CAT 15  | NED 11 | GER 11 | IND 10 | CZE 14 | GBR 5  | RSM 17  | ARA 5   | JPN Ret | AUS 8   | MAL 8  | VAL 13 |        | 12.º | 97   |
| 2015 | Moto3 | KTM       | QAT 17 | AME 11  | ARG 14  | SPA Ret | FRA 6   | ITA 16  | CAT Ret | NED 20 | GER 14 | IND 22 | CZE 9  | GBR 2  | RSM 17  | ARA 14  | JPN 12  | AUS 5   | MAL 6  | VAL 3  |        | 12.º | 89   |
| 2016 | Moto3 | Honda     | QAT 10 | ARG 9   | AME 11  | SPA 5   | FRA 9   | ITA 17  | CAT 10  | NED 13 | GER 4  | AUT 19 | CZE 6  | GBR 15 | RSM 5   | ARA Ret | JPN 13  | AUS Ret | MAL 2  | VAL 7  |        | 8.º  | 112  |
| 2017 | Moto3 | Peugeot   | QAT 20 | ARG 18  | AME 23  | SPA 18  | FRA 11  | ITA 20  | CAT 22  | NED 17 | GER 18 | CZE 20 | AUT 20 | GBR 23 | RSM 7   | ARA 25  | JPN 8   | AUS 12  | MAL 21 | VAL 18 |        | 22.º | 26   |
| 2018 | Moto3 | KTM       | QAT 9  | ARG 14  | AME 7   | SPA 8   | FRA 6   | ITA 23  | CAT 11  | NED 5  | GER 7  | CZE 3  | AUT 13 | GBR C  | RSM 5   | ARA 11  | THA 10  | JPN 10  | AUS 9  | MAL 20 | VAL 15 | 8.º  | 116  |
| 2019 | Moto3 | KTM       | QAT 10 | ARG 24  | AME Ret | SPA 7   | FRA 9   | ITA 14  | CAT 10  | NED 3  | GER 10 | CZE 9  | AUT 8  | GBR 16 | RSM 12  | ARA 15  | THA 12  | JPN Ret | AUS 15 | MAL 17 | VAL 15 | 14.º | 78   |
| 2020 | MotoE | Energica  | SPA 16 | AND 12  | RSM 16  | ERM 12  | ERM 13  | FRA 13  | FRA 15  |        |        |        |        |        |         |         |         |         |        |        |        | 18.º | 15   |